# Abigail Thaw
Abigail Thaw (* 1. Oktober 1965 in London) ist eine britische Schauspielerin. 

## Karriere
Abigail Thaw verbrachte nach der Schulzeit ein Jahr in Italien. Danach studierte sie an der Royal Academy of Dramatic Art (RADA) in London. Thaws Karriere begann am Theater, wo sie u. a. mit der Royal Shakespeare Company auf Tournee ging. 2001 spielte an der Seite von Mark Rylance in dem Shakespeare-Stück Cymbeline am Shakespeare’s Globe.
Ab 1990 hatte sie Engagements in verschiedenen britischen Fernsehserien, wie The Bill, Casuality, Vanity Fair, Inspector Barnaby oder Agatha Christie’s Poirot. Abigails Vater, John Thaw, der in Großbritannien außerordentlich populär war, spielte von 1987 bis 2000 die Rolle des Inspektor Morse in der mehrfach ausgezeichneten, gleichnamigen britischen Fernsehserie. 2012 übernahm Abigail Thaw in der Prequel-Serie Der junge Inspektor Morse die Rolle der Redakteurin Dorothea Frazil.

## Familie
Abigail Thaw wurde als Tochter von Sally Alexander, einer aktiven Feministin und Professorin am Londoner Goldsmiths College, und des Schauspielers John Thaw geboren. Die Eltern ließen sich nach vier Jahren scheiden, und Thaw heiratete 1971 in zweiter Ehe die Schauspielerin Sheila Hancock. Abigail wuchs bei ihrer Mutter und deren Lebenspartner Gareth Stedman Jones im Stadtteil Pimlico in einer Art Kommune auf, behielt aber immer engen Kontakt zu ihrem Vater und den beiden Halbschwestern aus der zweiten Ehe ihres Vaters. Alle drei Schwestern wurden Schauspielerinnen.
Sie ist seit Juli 2015 mit ihrem langjährigen Partner, dem Anglo-Kanadier Nigel Whitmey, den sie auf der Schauspielschule kennengelernt hatte, verheiratet. Das Paar hat zwei Töchter.

## Filmografie (Auswahl)
- 1990, 1999: The Bill (Fernsehserie, 2 Folgen)
- 1997–2018: Casualty (Fernsehserie, 3 Folgen)
- 2003–2017: Doctors (Fernsehserie, 3 Folgen)
- 2009: Inspector Barnaby (Midsomer Murders; Fernsehserie, 1 Folge)
- 2011: Auf doppelter Spur (Agatha Christie's Poirot; Fernsehserie, Folge: The Clocks)
- 2012–2023: Der junge Inspektor Morse (Endeavour; Fernsehserie)
- 2013: Black Mirror (Fernsehserie, 1 Folge)
- 2014: Sex on the Beach 2 (The Inbetweeners 2)